# Apologetische Blätter
Die Apologetischen Blätter: Mitteilungen des Apologetischen Instituts des Schweizerischen katholischen Volksvereins waren eine Schweizer jesuitische Zeitschrift, die sich der wissenschaftlichen Rechtfertigung von katholischen Glaubens-Lehrsätzen widmete.
Die Apologetischen Blätter wurden von 1937 bis 1946 zweimal monatlich vom Schweizerischen katholischen Volksverein in Zürich herausgegeben. Bis 1944 erschienen sie polykopiert als „interner Informationsdienst für Mitarbeiter der katholischen Presse“; im Oktober 1944 wurde die Zeitschrift zum ersten Mal gedruckt herausgegeben. Zunächst, 1937 und 1938, erschienen sie unter wechselnden Titeln: Schweiz. antimarxistischer Mitteilungsdienst, Schweizerischer Mitteilungsdienst über Marxismus und Mitteilungsdienst des Apologetischen Instituts des Schweizer. katholischen Volksvereins.
Sie zielten „auf Leser, die im katholischen Milieu verwurzelt waren und an den Reformbewegungen innerhalb der Kirche seit den vierziger Jahren Anteil hatten, und auf ein Publikum, das aus beruflichen Gründen an theologischen, philosophischen und gesellschaftlichen Grundfragen interessiert war“.
Mit Beginn des 11. Jahrgangs 1947 erhielt sie den Namen Orientierung.
Die Jahrgänge 1945 und 1946 sind online abrufbar.